# Nhạc dân gian Anh
Nhạc dân gian Anh là âm nhạc truyền thống tồn tại từ thờì hậu kỳ trung cổ, đã đóng góp vào một số thể loại quan trọng. Nhạc dân gian Anh có sự khác biệt về vùng miền và địa phương về nội dung và phong cách. Trong quá trình giao lưu văn hóa nhạc dân gian Anh đã tương tác với nhạc dân gian Scotland, nhạc dân gian Xứ Wales và nhạc dân gian Bắc Ireland.

## Lịch sử
Theo nghĩa chặt chẽ, nhạc dân gian Anh đã ra đời từ sự xuất hiện của người Anglo-Saxon ở Anh sau năm 400 sau công nguyên. Vào thế kỷ thứ 16, nhạc cung đình cũng rất được ưa chuộng và cũng đóng góp một phần cho dòng nhạc này, những thay đổi về văn hóa xã hội gây ra những bất đồng về thị hiếu âm nhạc. Có một sự quốc tế hóa âm nhạc về nhạc cụ và hình thức.
Vào giữa thế kỷ 17, âm nhạc của các tầng lóp thấp trở nên xa lạ với các tầng lớp quý tộc và đã hình thành quá trình khám phá cùng với các khía cạnh văn hóa phổ biến khác như lễ hội, khiêu vũ dân gian. Điều này dẫn đến một số bộ sưu tập đầu tiên được in ấn như The English Dancing Master (1651) của John Playford, các bộ sưu tập cá nhân của Samuel Pepys (1633-1703) và Roxburghe Ballads sưu tầm bởi Robert Harley.
Trong thế kỷ 18, đã xuất hện một số ít các bộ sưu tập bắt đầu định nghĩa âm nhạc "dân gian", ảnh hưởng mạnh mẽ của phong trào lãng mạn, bao gồm Wit and Mirth: or, Pills to Purge Melancholy (1719–20) của Thomas D'Urfey và Reliques of Ancient English Poetry (1765) của Bishop Thomas Percy's. Cuối cùng trong số này cũng chứa một số tài liệu vào cuối thế kỷ 18 trở nên ngày càng phổ biến với bộ sưu tập The Bishopric Garland (1784) của John Ritson.
Với cuộc cách mạng chủ đề âm nhạc của các tầng lớp lao động bắt đầu thay đổi từ cuộc sống nông thôn và nông nghiệp sang các bài hát lao động. Các bài hát dân gian được sưu tập trong những năm 1830-1840 bao gồm Christmas Carols Ancient and Modern (1833) của William Sandys, A Collection of National English Airs (1838) của William Chappell và Ancient Poems, Ballads and Songs of the Peasantry of England (1846) của Robert Bell. Từ cuối thế kỷ 19 đã có một loạt các phong trào thu thập, ghi chép, lưu giữ và trình diễn âm nhạc dân gian Anh và khiêu vũ. Tám bộ sưu tập The English and Scottish Popular Ballads (1882–92) của Francis James Child (1825–96) đã gây ảnh hưởng lớn. Các bộ sưu tập các bài hát tiếng Anh cũ như Old English Songs, As Now Sung by the Peasantry of the Weald of Surrey and Sussex  (1843) của John Broadwood.

## Một số bộ sưu tập
- Roxburghe Ballads
- The English Dancing Master (1651)
- Wit and Mirth: or, Pills to Purge Melancholy (1719–20)
- Reliques of Ancient English Poetry (1765)
- Tommy Thumb's Song Book (1774)[10]
- Tommy Thumb's Pretty Song Book (1774)[10]
- The Bishopric Garland (1784)
- Mother Goose's Melody, or, Sonnets for the Cradle (c.1785)[10]
- Christmas Carols Ancient and Modern (1833)
- A Collection of National English Airs (1838)
- The Nursery Rhymes of England (1842)[11]
- Old English Songs, As Now Sung by the Peasantry of the Weald of Surrey and Sussex (1843)
- Ancient Poems, Ballads and Songs of the Peasantry of England (1846)
- Popular Rhymes and Tales (1849)[11]
- The English and Scottish Popular Ballads (1882–92)
- Old London Street Cries (1885)[12]
- The Cries of To-day (1885)[12]
- Songs and Ballads of the West (1889–91)
- A Book of Nursery Songs (1895)[13]
- The Nursery Rhyme Book (1897)[13]